# Będzin

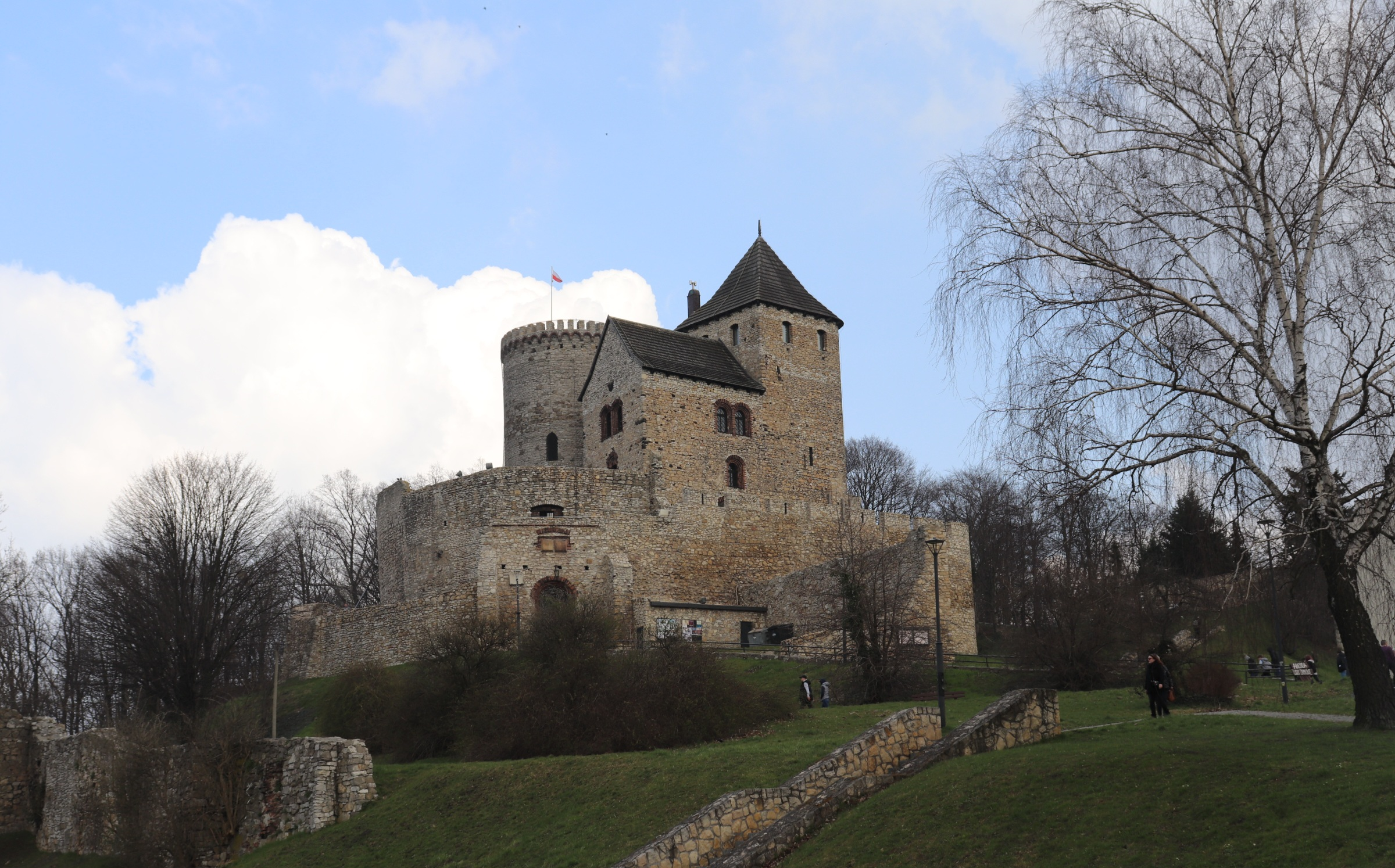
Castelo de Będzin

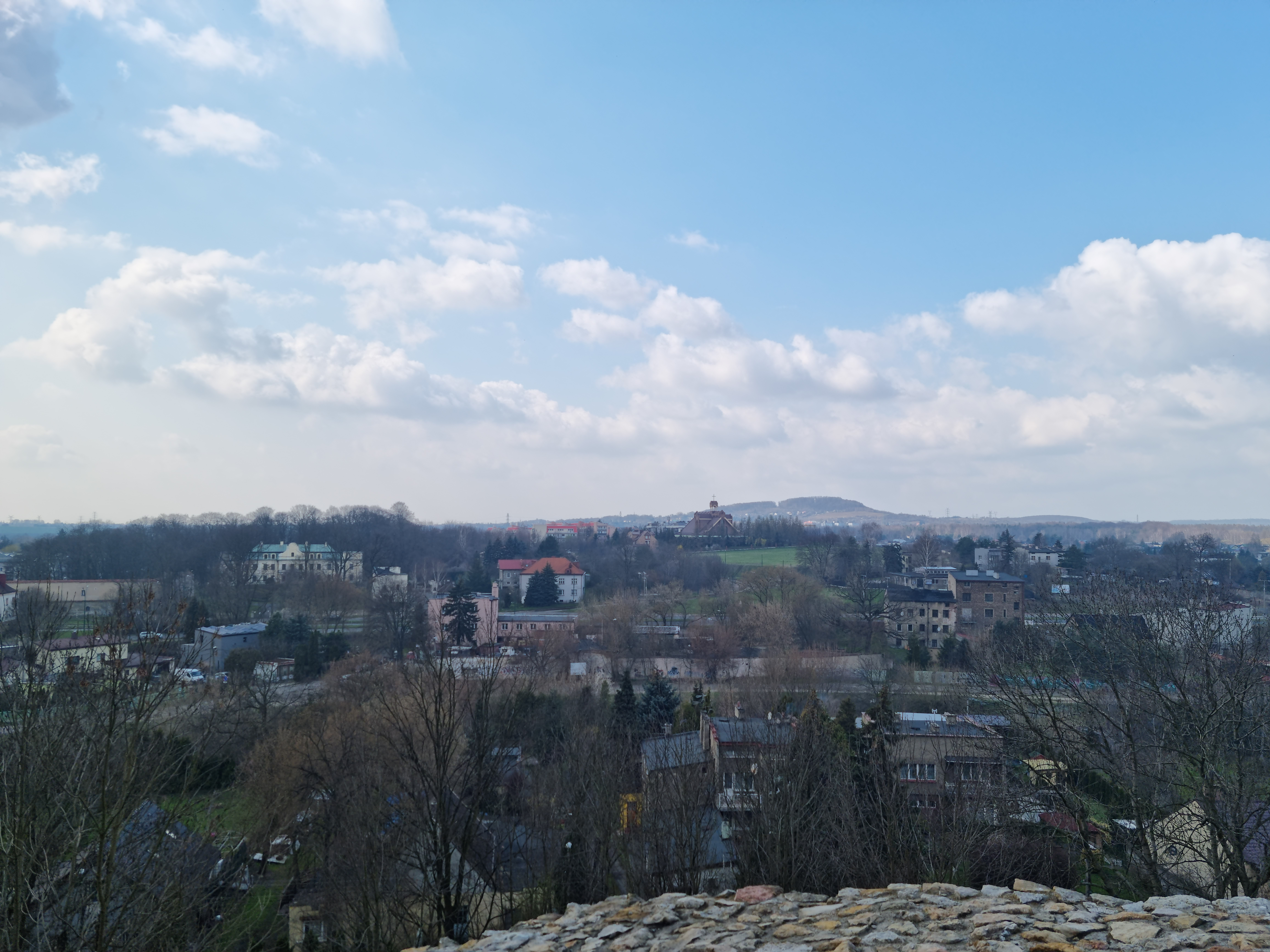
Bairro em Będzin

Będzin é um município da Polônia, na voivodia da Silésia e no condado de Będzin. Estende-se por uma área de 37,37 km², com 57 961 habitantes, segundo os censos de 2016, com uma densidade de 1545,7 hab/km².